# George Alencherry
George Alencherry (Thuruthy, 19 aprile 1945) è un cardinale e arcivescovo cattolico indiano, dal 7 dicembre 2023 arcivescovo maggiore emerito di Ernakulam-Angamaly dei siro-malabaresi.

## Biografia
Dopo l'ordinazione sacerdotale del 19 novembre 1972, fu designato vice parroco della chiesa cattedrale dell'arcieparchia di Changanacherry oltre che segretario privato dell'allora arcivescovo Antony Padiyara, futuro cardinale.
Specializzatosi in catechesi a Parigi, al suo ritorno in patria gli fu affidata la direzione del Centro Catechetico dell'arcieparchia di Changanacherry di cui, successivamente divenne vicario generale.
Papa Giovanni Paolo II lo nominò eparca di Thuckalay l'11 novembre 1996: ricevette la consacrazione episcopale il 2 febbraio dell'anno successivo dall'arcivescovo Joseph Powathil, all'epoca ordinario dell'arcieparchia di Changanacherry.
In seguito al decesso del cardinale Varkey Vithayathil, arcivescovo maggiore di Ernakulam-Angamaly, avvenuta il 1º aprile 2011, prese parte al sinodo siro-malabarese che dal 23 maggio dello stesso anno fu convocato per designarne il successore. Il giorno successivo è stato canonicamente eletto arcivescovo maggiore e presidente del Sinodo della Chiesa siro-malabarese. Il 25 maggio ha ricevuto la necessaria comunione ecclesiale da parte di papa Benedetto XVI.
Lo stesso Papa lo ha nominato cardinale del titolo di San Bernardo alle Terme nel concistoro del 18 febbraio 2012.
Partecipa, come cardinale elettore, al conclave del 2013 che elegge papa Francesco.
Il 7 dicembre  2023 papa Francesco ha accettato la rinuncia al governo pastorale della Chiesa Arcivescovile Maggiore Siro-Malabarese a norma del can. 126 §2 del Codice dei canoni delle Chiese orientali.
Il 19 aprile 2025, appena due giorni prima della morte di papa Francesco, ha compiuto ottant'anni e, in base a quanto disposto dalla costituzione apostolica Universi Dominici Gregis di papa Giovanni Paolo II del 1996, è uscito dal novero dei cardinali elettori e da tutti gli incarichi ricoperti dalla Curia romana.

## Galleria d'immagini

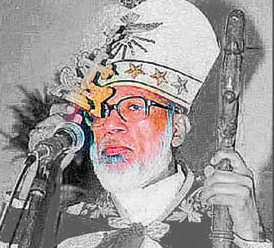
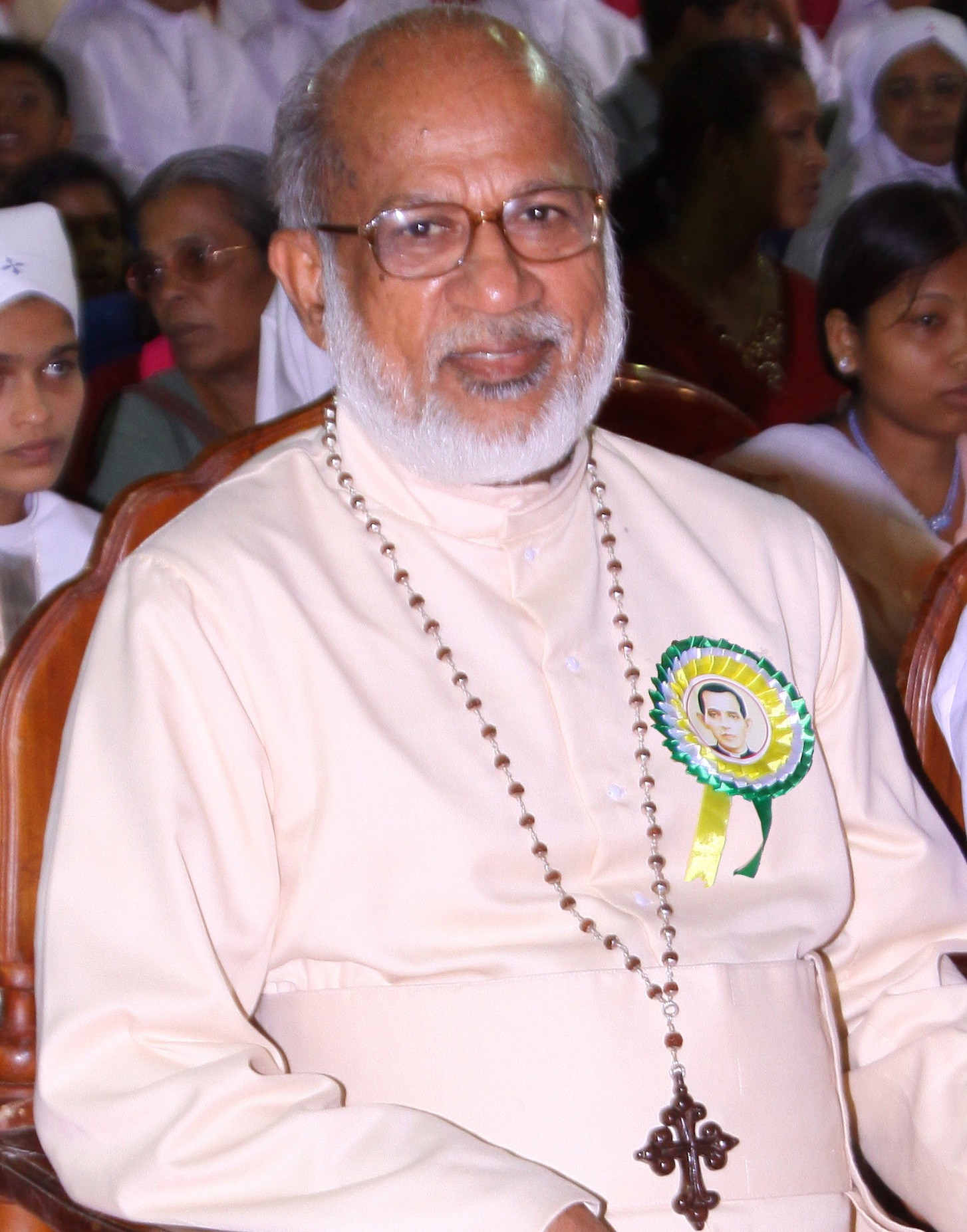
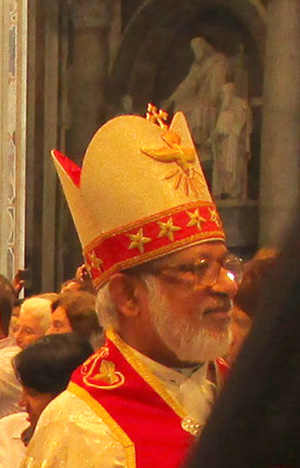
Il cardinal Alencherry, alla Cattedra di San Pietro, l'11 ottobre 2014.

## Genealogia episcopale e successione apostolica
La genealogia episcopale è:
- Cardinale Scipione Rebiba
- Cardinale Giulio Antonio Santori
- Cardinale Girolamo Bernerio, O.P.
- Arcivescovo Galeazzo Sanvitale
- Cardinale Ludovico Ludovisi
- Cardinale Luigi Caetani
- Cardinale Ulderico Carpegna
- Cardinale Paluzzo Paluzzi Altieri degli Albertoni
- Papa Benedetto XIII
- Papa Benedetto XIV
- Papa Clemente XIII
- Cardinale Marcantonio Colonna
- Cardinale Giacinto Sigismondo Gerdil, B.
- Cardinale Giulio Maria della Somaglia
- Cardinale Carlo Odescalchi, S.I.
- Cardinale Costantino Patrizi Naro
- Cardinale Lucido Maria Parocchi
- Papa Pio X
- Papa Benedetto XV
- Papa Pio XII
- Cardinale Eugène Tisserant
- Papa Paolo VI
- Arcivescovo Joseph Powathil
- Cardinale George Alencherry

La successione apostolica è:
- Arcivescovo Kuriakose Bharanikulangara (2012)
- Vescovo George Rajendran Kuttinadar, S.D.B. (2012)
- Vescovo George Madathikandathil (2013)
- Vescovo Joseph Kollamparampil, C.M.I. (2013)
- Vescovo Jose Puthenveettil (2013)
- Vescovo John "Joy" Alappat (2014)
- Vescovo Ephrem Nariculam (2014)
- Vescovo Joseph Kodakallil (2015)
- Vescovo Jose Kalluvelil (2015)
- Vescovo Antony Prince Panengaden (2015)
- Vescovo Joseph Benny Mathew Srampickal (2016)
- Vescovo Stephen Chirappanath (2016)
- Vescovo Sebastian Vaniyapurackal (2017)
- Vescovo Sebastian Jobby Pozholiparampil (2017)
- Vescovo Vincent Nellaiparambil (2019)
- Vescovo Joseph Kollamparambil (2022)
- Vescovo Thomas Padiyath (2022)
- Vescovo John Panamthottathil, C.M.I. (2023)
- Vescovo Mathew Nellikunnel, C.S.T. (2023)